# Korso
Korso – tygodnik regionalny o charakterze informacyjnym i publicystycznym, wydawany w Mielcu od 1991 roku, Kolbuszowej (Korso Kolbuszowskie) od 2007 roku, Sanoku (Korso Gazeta Sanocka) od 2014 roku, a dawniej również w Busko-Zdroju (Korso Buskie) od 2010 do 2011 roku. Porusza tematy dotyczące Mielca i okalającego go powiatu, to samo tyczy się Korso Kolbuszowskiego i Korso Gazety Sanockiej. Drukowany jest w nakładzie ok. 8500 egzemplarzy.

## Historia
Historia tygodnika sięga roku 1991, kiedy Janusz Czajkowski, Włodzimierz Gąsiewski, Marek Kawiorski, Teresa Lechocińska-Ciupa, Mirosław Maciąga, Edward Michocki, Wacław Miraś, Bogdan Rojkowicz, Wiesław Skotarek, Stanisław Słonina, Krzysztof Szczurek i Stanisław Wanatowicz postanowili stworzyć czasopismo poruszające sprawy interesujące mieszkańców Mielca i okolic. Liczący 16 stron pierwszy numer ukazał się w kioskach 1 sierpnia 1991 w cenie 1000 zł. Numer drugi wydany został 5 września 1991, kolejne powstawały już co tydzień. Do końca 2009 pojawiło się 950 numerów pisma, jego nakład wówczas wynosił 8200 egzemplarzy. Wydawcą tygodnika jest Agencja Wydawniczo Reklamowa KORSO Sp. z o.o. Z tygodnikiem od 2004 roku związany jest portal internetowy Korso.pl.
Tygodnik jest laureatem III edycji Konkursu dla Prasy Lokalnej, zorganizowanej w 1994 roku przez Instytut na Rzecz Demokracji w Europie Wschodniej.

## Redaktorzy naczelni
Funkcję redaktora naczelnego pełnili:

- Edward Michocki (1991-1994)
- Małgorzata Hoszowska (1994-1995)
- Edward Michocki (1995-1996)
- Jacek Krzysztof Danel (1996-2002)
- Henryk Wyrostkiewicz (2002-2006)
- Krzysztof Kamiński (2007)
- Józef Romanowski (2007)
- Małgorzata Rojkowicz (2007-2011)
- Krzysztof Babiarz (2011-2014)
- Marlena Bogdan (2014-2015)
- Monika Świetlińska (2015- 2017)
- Katarzyna Sobieniewska – Pyłka (2017-2018)
- p.o. Arkadiusz Łysoń i Szymon Burek de facto wakat (2018-03.2020)
- Józef Twardowski (03.2020-03.2021)

## Organizowane wydarzenia
Redakcja Korso co roku organizuje:
- plebiscyt na Mielczanina Roku
- plebiscyt na Sportowca Roku
- wybory Miss Mielca
- festyny Korsomania

## Mielczanin Roku
Plebiscyt organizowany jest od 1996 roku. Przed 2001 nadawano tytuł Człowieka Roku. Laureatom wręczana jest statuetka nazywana „Skałką Korso”.
Przez 25 lat dwóch mielczan zdobyło tytuły specjalne: tytuł Honorowego Mielczanina otrzymał Bogdan Rojkowicz, a tytuł Mielczanina XX-lecia - Janusz Chodorowski.
| Edycja | Rok       | Osoba                  |
| ------ | --------- | ---------------------- |
| I      | 1996      | ks. Stanisław Jurek    |
| II     | 1997      | Małgorzata Lubieniecka |
| III    | 1998      | Mariusz Błędowski      |
| IV     | 1999      | Bogusław Kamuda        |
| V      | 2000      | Jacek Bąk              |
| VI     | 2001      | Marek Paprocki         |
| VII    | 2002      | Krystyna Skowrońska    |
| VIII   | 2003      | Łucja Bielec           |
| IX     | 2004      | Józef Witek            |
| X      | 2005      | Władysław Ortyl        |
| XI     | 2006      | Janusz Zakręcki        |
| XII    | 2007      | ks. Kazimierz Czesak   |
| XIII   | 2008      | Leszek Kołacz          |
| XIV    | 2009      | Janusz Soboń           |
| XV     | 2010      | Antoni Weryński        |
| XVI    | 2011      | Czesław Kolisz         |
| XVII   | 2012      | Mirosław Midura        |
| XVIII  | 2013      | Jan Tarapata           |
| XIX    | 2014      | Eugeniusz Andrusiewicz |
| XX     | 2015      | Daniel Kozdęba         |
| XXI    | 2016      | Zdzisław Nowakowski    |
| XXII   | 2017      | Franciszek Wyzga       |
| XXIII  | 2018      | ks.Janusz Kłęczek      |
| XXIV   | 2019-2020 | Krzysztof Ślęzak       |
| XXV    | 2021      | ks. Waldemar Ciosek    |
| XXVI   | 2022      | Wacław Świerczyński    |